# Brotherhood – Wenn Brüder aufeinander schießen müssen
Brotherhood – Wenn Brüder aufeinander schießen müssen (koreanischer Titel: 태극기 휘날리며, Taegeukgi hwinalrimyeo, auch kurz Taegukgi) ist ein südkoreanischer Film aus dem Jahr 2004 unter Regie von Kang Je-gyu. Der Film handelt von zwei Brüdern, die am Koreakrieg teilnehmen und sich zeitweise in Kampfhandlungen gegenüberstehen. Der Titel des Films „Taegeukgi“ (Taegeuk=Flagge) ist sowohl der Name für die Vorkriegsflagge Koreas als auch für die heutige Flagge Südkoreas.

## Handlung

### Überblick
Die Handlung beginnt zunächst in der heutigen Zeit und zeigt einen alten Mann mit seiner Enkelin, der einen Anruf von der Armee erhält. Nach und nach erfährt der Zuschauer, dass es sich um Lee Jin-seok handelt der nach vielen Jahrzehnten immer noch auf der Suche nach seinem älteren Bruder Lee Jin-tae ist. Beide Brüder lebten in Südkorea und wurden auf tragische Weise getrennt. In einer Rückblende wird die bewegte Vergangenheit der beiden Brüder erzählt.

### Beginn
Lee Jin-seok, der jüngere der beiden, war gerade 18 Jahre alt, für ihn war der Weg zur Universität vorbestimmt. Lee Jin-tae arbeitete als Schuhputzer um die Familie mit der kranken Mutter nach dem Tod des Vaters mit zu ernähren und dem kleinen Bruder den Schulbesuch zu ermöglichen.
Im Juni 1950 greifen nordkoreanische Truppen den Süden an, der Koreakrieg bricht aus und die Familie flieht nach Süden. Auf einem Marktplatz wird Lee Jin-seok von südkoreanischen Soldaten zwangsrekrutiert. Lee Jin-tae versucht seinen Bruder zu befreien und wird ebenfalls zum Kriegsdienst gezwungen. Beide werden an die Front gebracht, Lee Jin-tae sorgt dafür, dass beide derselben Kompanie zugeteilt werden, damit er seinen kleinen Bruder beschützen kann.

### Die ersten Wochen
Der Film stellt hier die verzweifelte Lage der Südkoreanischen Streitkräfte dar, die trotz amerikanischer Unterstützung immer weiter in den Süden des Landes abgedrängt werden, bis sie zuletzt um die Stadt Busan eingeschlossen wurden. Hier erleben die Brüder den Alltag an der Front unter schwerem Beschuss der feindlichen Artillerie und die Grausamkeiten des Grabenkrieges. Der ältere Bruder Lee Jin-tae findet aber nun eine Möglichkeit, seinen Bruder nach Hause zu bringen. Er trifft eine Abmachung mit seinem nächsten Offizier, dass Lee Jin-seok nach Hause darf, wenn Jin-tae Heldentaten vollbringt. Deshalb meldet er sich nun stets freiwillig, wenn es um gefährliche Missionen geht. Durch viel Glück, aber auch durch viel Mut überlebt er einige gefährliche Situationen und entwickelt sich immer mehr zu einer Führungspersönlichkeit seiner Einheit. Hier werden zum ersten Mal Spannungen im brüderlichen Verhältnis erkennbar, als Lee Jin-tae versucht, seinen Bruder unter allen Umständen aus den folgenden Kämpfen fernzuhalten. Wegen besonderer Leistungen wird er zum Unteroffizier befördert und erhält die Ehrenmedaille des damaligen südkoreanischen Präsidenten.

### Änderung des Kriegsverlaufes
Die Lage der Südkoreaner ändert sich erst mit dem massiven Eingreifen der Amerikaner. Der Film befasst sich jetzt mit der veränderten Lage und dem Zurückweichen der Nordkoreanischen Armee und zeigt die weitere Veränderung von Lee Jin-tae, der bei waghalsigen Einsätzen sein eigenes Leben und das seiner Kameraden nicht schont, was ihm in einem Fall von Lee Jin-seok auch vorgeworfen wird. Auch die schwierige Situation des Guerillakrieges und die ständige Bedrohung durch Partisanen und Sprengfallen sorgen bei Lee Jin-tae für immer mehr Verbitterung. Gnadenlos erschießt er auch unbewaffnete Kriegsgefangene oder lässt diese für Essen gegeneinander auf Leben und Tod kämpfen. Die Brüder entfremden sich immer weiter.

### Die Chinesen
Die südkoreanischen Truppen stehen jetzt am Yalu und wollen die letzten Teile der feindlichen Kräfte vernichten, als die chinesische Armee eingreift und alle Verbündeten sich zurückziehen müssen. Während des Rückzuges entzweien sich die Brüder endgültig, als Lee Jin-tae einen gemeinsamen Freund aus früheren Zeiten erschießt. Als die Einheit in der Nähe des alten Wohnortes der Familie ist, entschließt sich Lee Jin-seok die Truppe ohne Erlaubnis zu verlassen, damit er die kranke Mutter besuchen kann. Dort angekommen, wird er Zeuge, wie der Geheimdienst Kim Young-shin, die Verlobte seines großen Bruders, wegen angeblicher kommunistischer Tätigkeiten festnimmt und erschießen will. Er versucht mit vorgehaltener Waffe dies zu verhindern. Auch Lee Jin-tae, der zufällig in der Nähe ist, setzt seine Waffe ein. Es kommt zur Schießerei, in deren Verlauf Kim Young-shin angeschossen wird und in den Armen ihres Verlobten stirbt.
Die beiden Brüder werden festgenommen, Lee Jin-tae wird zum Führungsoffizier seiner Einheit gebracht und sein jüngerer Bruder ins naheliegende Armeegefängnis geworfen. Lee Jin-tae bittet den Offizier, seinen jüngeren Bruder nach Hause gehen zu lassen, was dieser erbost verweigert. Im Laufe dieses Gesprächs schlägt zufällig eine feindliche Granate ein, und alle werden zu Boden geworfen. Lee Jin-tae erkennt seine Chance und will den Offizier mit vorgehaltener Waffe zwingen, am Funkgerät den Befehl zur Freilassung der Gefangenen zu geben. Doch dieser gibt den Befehl „Verbrennt die Gefangenen“, daraufhin beginnen die Soldaten das Gefängnis anzuzünden. Lee Jin-tae eilt dorthin, doch das Gebäude brennt bereits lichterloh. Später findet er in den qualmenden Trümmern einige persönliche Utensilien seines Bruders und vermutet daher, dass dieser tot sei.
Die komplette Einheit gerät in Gefangenschaft und marschiert in ein Kriegsgefangenenlager. Auf dem Weg dorthin ergreift Lee Jin-tae einen Stein und erschlägt damit den Offizier, der den Befehl zur Verbrennung des Gefängnisses gab.

### Die Flaggeneinheit
Doch Lee Jin-seok hat überlebt. Einige Zeit vergeht, und er soll nun aus der Armee entlassen werden. Es wird bekannt, dass Lee Jin-tae sich der gegnerischen nordkoreanischen Armee angeschlossen hat, wohl aus Frust darüber, dass die Südkoreaner – also das Land, für das er bis dahin gekämpft hat – seine Verlobte und auch seinen jüngeren Bruder ermordet haben. Er weiß nicht, dass Lee Jin-seok wohlauf ist. Die nordkoreanische Armee hat den ehemaligen Helden der Südkoreaner aufgenommen, er führt nun die berüchtigte Flaggeneinheit, eine ideologisch ausgerichtete Eliteeinheit Nordkoreas.
Lee Jin-seok ist gegenüber seinem Bruder sehr gleichgültig. Trotzdem reist er an die Front, um ihn vielleicht doch wiederzusehen und ihn zurückzuholen. Als er dort ankommt, stellt er fest, dass er nur über Funk sprechen soll. Er will aber seinen Bruder persönlich sehen und macht sich am Vorabend der letzten Schlacht auf eigene Faust auf, um ihn zu suchen. Dabei trifft er auf nordkoreanische Einheiten, denen er sich ergibt. Diese halten ihn für einen Spion und wollen ihn zum Verhör schicken. Auf dem Weg dorthin beginnt der alliierte Angriff und er kann in den Wirren seinen Bewachern entkommen. Er macht sich inmitten der Kampfhandlungen auf die Suche nach der Flaggeneinheit, weil er dort seinen Bruder vermutet. Als das Gefecht seinen blutigen Höhepunkt erreicht, findet er ihn – die Flaggeneinheit beginnt gerade einen Angriff gegen die vorrückenden Südkoreaner. Ein Kampf Mann gegen Mann beginnt. Lee Jin-seok findet seinen Bruder, doch dieser erkennt ihn nicht. Er versucht sogar den vermeintlich feindlichen Soldaten zu töten. Die beiden Brüder beginnen einen Faustkampf. Als es fast schon zu spät ist, kommt Lee Jin-tae zu Sinnen und erkennt seinen jüngeren Bruder. Dieser versucht ihn aus der Gefahrenzone zu bringen. Doch Lee Jin-tae ist mittlerweile verwundet und weiß, dass es für seine Rettung zu spät ist. Er überredet seinen jüngeren Bruder zu fliehen und verspricht sich zu ergeben, um so nach dem Krieg wieder zur Familie zurückkehren zu können. Doch als sein kleiner Bruder endlich flieht entschließt sich Lee Jin-tae, das Feuer auf die anrückenden nordkoreanischen Truppen zu eröffnen, um so seinem fliehenden Bruder bessere Chancen zu verschaffen. Lee Jin-tae wird erschossen, aber sein Bruder überlebt.
Nach dem Krieg kehrt Lee Jin-seok zu seiner Familie zurück und beginnt sein Studium. Jahrzehnte später werden die Überreste seines Bruders auf dem Schlachtfeld geborgen, und er reist zur Stelle, an der sein Bruder verstarb und kann nun um seinen Bruder trauern.

## Hintergrund
Der Film wurde ausschließlich an Drehorten in Südkorea gedreht, darunter befanden sich Drehorte in Seoul, Busan, Jeonju und Kwangju. Die Dreharbeiten begannen am 10. Februar 2003 und endeten am 31. Oktober 2003. Das Budget des Films wird auf 12,8 Millionen US-Dollar geschätzt. Der Film feierte am 3. Februar 2004 seine Premiere in Seoul. Am 13. Mai 2004 wurde er bei den Internationalen Filmfestspielen von Cannes und am 21. August 2004 beim Copenhagen International Film Festival gezeigt. Die DVD-Veröffentlichung in den USA erfolgte am 15. Februar 2005. In Deutschland war der Film erstmals am 21. Oktober 2005 beim Asia Filmfest in München zu sehen, bevor er ab dem 29. Juni 2006 in ausgewählten Kinos zu sehen war. Am Eröffnungswochenende wurden in den USA über 360.000 US-Dollar eingespielt, insgesamt beliefen sich die Einnahmen in den USA auf über 1,1 Millionen US-Dollar. Der Film wurde mit 11,5 Millionen Kinobesuchern einer der erfolgreichsten Filme Südkoreas. 2006 wurde er von The King and the Clown übertroffen, der erste Film, der in Südkorea mehr als 12 Millionen Kinobesucher anzog. Die Produktion war einer von vier koreanischen Filmen, die 2006 beim Internationalen Fajr-Filmfestival in Iran gezeigt wurden.
Um den Kampf um Doo-Mil-Ryung nachzustellen, wurden 15.000 Schuss Munition, 3.000 Spezialeffekte sowie 500 Stunt-Experten benötigt. Der Fokus der Kampfhandlungen wurde auf Faustkämpfe zwischen den Soldaten gelegt, für welche diese speziell ausgebildet wurden. Die Dreharbeiten der Kampfhandlungen dauerten drei Wochen, in denen täglich rund 50 kleinere Unfälle passierten, größere Unfälle jedoch ausblieben.

## Nominierungen und Auszeichnungen
Beim Blue Dragon Award 2004 wurden Jang Dong-gun als bester Darsteller, Hong Kyung-pyo für die beste Kameraarbeit und Choi Kyeong-hie für den besten Schnitt ausgezeichnet. Beim Grand Bell Award wurden im selben Jahr Lee Taekyu und Kim Suk-won für die besten Soundeffekte und Shin Bo-kyeong für die beste Regie ausgezeichnet, während Hong Kyung-pyo erneut eine Auszeichnung für die beste Kameraarbeit erhielt. Bei den Political Film Society Awards 2005 wurde der Film in der Kategorie „Exposé“ nominiert, während er in der Kategorie „Frieden“ ausgezeichnet wurde. Im selben Jahr gewann der Regisseur Kang Je-gyu beim Asia-Pacific Film Festival Preise für die beste Regie und den besten Film.
Der Film war Südkoreas Einsendung auf eine Nominierung als „Bester fremdsprachiger Film“ bei der Oscarverleihung 2005, wurde aber nicht nominiert.